# Pomorske signalne zastave
Pomorske signalne zastave (tudi mednarodni signalni kodeks) je sistem predstavitve posameznih črk latinske abecede s zastavicami, s katerim se na daljavo sporazumevajo plovila. Predstavljajo sestavni del mednarodne signalne kode.
Obstaja več načinov, s katerimi so zastave lahko uporabljene kot signali:
- vsaka zastava lahko opisuje posamezno črko abecede (črkovanje)
- posamezne zastave imajo specifične in standardne pomene; npr. plovila, ki asistirajo potapljačem, dvignejo »zastavo A«, s čimer nakazujejo svojo nezmožnost premikanja s svoje trenutne lokacije, saj je v vodi pod njimi potapljač.
- ena ali več zastav hkrati tvori kodno besedo, katere pomen lahko razberemo v knjigi kod, ki jo imata obe plovili. Primer je lahko Pophamova numerična koda, ki je bila uporabljena v bitki pri Trafalgarju.
- pri hitrostnih tekmovanjih manjših plovil ali jaht (t.i. regatah), imajo zastave druge pomene; npr. zastava P je uporabljana kot »pripravljalna« zastava in naznačuje skorajšnji začetek tekme, zastava S pa pomeni skrajšano pot.

NATO uporablja posebno vrsto zastav, s katerimi posreduje različne tipe sporočil.

## Zastave
| črka / mednarodna fonetična abeceda | zastavica | pomen posamezne zastavice | pomen, kadar je dopolnjena s številčnimi zastavicami |
| ----------------------------------- | --------- | --- | --- |
| A Alpha                             |           | Pod menoj je potapljač ali Bodi pozoren in pluj počasi. | Azimut ali nosilnost |
| B Bravo                             |           | Natovarjam, iztovarjam ali prevažam nevaren tovor. (Sprva uporabljano v okviru Kraljeve vojne mornarice za vojaške eksplozive.)                                                                      | |
| C Charlie                           |           | Potrditev | S tremi števkami: kurz. |
| D Delta                             |           | Ne približuj se mi; imam težave pri manevriranju. | Z dvema, štirimi ali šestimi števkami: datum. |
| E Echo                              |           | Spreminjam smer proti desnemu boku. | |
| F Foxtrot                           |           | Sem onesposobljen; komuniciraj z mano. | |
| G Golf                              |           | Potrebujem pilota. Če to oznako razobesijo ribiške ladje, ki se nahajajo v okolici ribolovnega območja: Polagam mreže.                                                                               | S štirimi ali petimi števili, zemljepisna dolžina. (Zadnji dve števki označujeta minute in ostale stopinje.)                                                                           |
| H Hotel                             |           | Na krovu imam pilota. | |
| I India                             |           | Spreminjam smer proti levemu boku. | |
| J Juliett                           |           | Imam požar: izogibaj se me ali izgubljam nevarni tovor. | |
| K Kilo                              |           | Želim komunicirati s tabo. | Z eno števko: s tabo želim komunicirati s pomočjo: 1) morsejeve abecede z ročnimi zastavicami ali z rokami; 2) z govorom (megafon); 3) svetlobni morsejevi signali; 4) zvočni signali. |
| L Lima                              |           | V pristanišču: Ladja je v karanteni. Na morju: Takoj zaustavi plovilo. | |
| M Mike                              |           | Moje plovilo je zaustavljeno in se ne premika. | |
| N November                          |           | Negativno (zanikam). * | |
| O Oscar                             |           | Človek v morju ali Človek ni na ladji | |
| P Papa                              |           | t.i. Modri Peter V pristanišču: Vse osebe naj se zglasijo na krovu, ker plovilo v kratkem nadaljuje pot po morju. Na morju: lahko ga uporabljajo ribiške ladje s pomenom: Moje mreže so se zapletle. | |
| Q Quebec                            |           | Moje plovilo je »zdravo« in naprošam dovoljenje za pristanek v pristanišču (preklic karantene). | |
| R Romeo                             |           | Izgubljena smer. | Z več števkami: razdalja v navtičnih miljah. |
| S Sierra                            |           | Pogon imam na krmi. | Z več števkami: hitrost v vozlih |
| T Tango                             |           | Izogibaj se me ali vlečna ribiška mreža med dvema ladjama. | S štirimi števkami, lokalni čas. (Prvi dve navajata ure, ostali minute.) |
| U Uniform                           |           | Drviš v nevarnost. (Na Japonskem tudi opozorilo pred cunamijem) | |
| V Victor                            |           | Potrebujem pomoč. | Z eno ali več števkami, hitrost v km/h. |
| W Whiskey                           |           | Potrebujem medicinsko pomoč. | |
| X Xray                              |           | Prenehaj s svojimi namerami in čakaj na moje signale. | |
| Y Yankee                            |           | Vlečem sidro. | |
| Z Zulu                              |           | Potrebujem vlačilec (remorker). Pri ribiških ladjah, ki se nahajajo v ribolovnih vodah: Polagam mreže.                                                                                               | Z eno ali več števkami: čas (UTC). (Prvi dve predstavljata ure, ostali minute.) (UTC ~ izvirno: Coordinated Universal Time = »Zulu Time«)                                              |

* N in C skupaj (NE in DA) sta uporabljena kot signal v nesreči.

## Števila
| Tip zastave     | 0 | 1 | 2 | 3 | 4 | 5 | 6 | 7 | 8 | 9 |
| Sorodne zastave |   |   |   |   |   |   |   |   |   |   |
| Zastavice       |   |   |   |   |   |   |   |   |   |   |

## Druge zastave
|                            |                         |                          |                           |                           |
| Hitra zastava              | Prva nadomestna zastava | Druga nadomestna zastava | Tretja nadomestna zastava | Četrta nadomestna zastava |
| Združeni signali           |                         |                          |                           |                           |
|                            |                         |                          |                           |                           |
| Koda/odgovor (ANS)         | Priprava (PREP)         | Vprašanje (INT)          | Negacija (NEGAT)          | Označba (DESIG)           |
|                            |                         |                          |                           |                           |
| Zastavica za smer (CORPEN) | Obrat (TURN)            | Zaslon (SCREEN)          | Hitrost (SPEED)           | Postaja (STATION)         |
|                            |                         |                          |                           |                           |
| Levi bok ladje (PORT)      | Desni bok ladje (STBD)  | Formacija (FORM)         | Delitev (DIV)             | Eskadrilja (SQUAD)        |
|                            |                         |                          |                           |                           |
| Flota (FLOT)               | Poddivizija (SUBDIV)    | Nevarnost (EMERG)        |                           |                           |